# Pierre Heijboer
Pierre Heijboer (Hoensbroek, 7 mei 1937 – Amsterdam, 23 maart 2014) was een Nederlands journalist.

## Persoonlijk leven
Heijboer werd geboren nabij de Staatsmijn Emma als zoon van een mijnwerker. Hij volgde de Hogereburgerschool en de kweekschool en deed daarna een cursus journalistiek in Nijmegen. Zijn dienstplicht vervulde Heijboer in 't Harde. Heijboer overleed op 76-jarige leeftijd aan kanker en nierproblemen. Hij werd op 29 maart 2014 gecremeerd, zijn as later uitgestrooid in een bos bij Wijnandsrade.

## Beroepsleven
Hij werkte aanvankelijk bij het Limburgs Dagblad en de Nieuwe Eindhovense Courant. In 1968 verhuisde Heijboer naar Amsterdam, waar hij bij Het Parool ging werken. Hij vestigde zich in de nieuwe wijk Bijlmer. Vanaf 1980 werkte hij als redacteur Binnenland voor de Volkskrant. In 1983 werd Heijboer redacteur in Maastricht, hij woonde enige tijd in Wijnandsrade. Samen met collega Hans Horsten deed hij onderzoek naar het Algemeen Burgerlijk Pensioenfonds dat door fraude extra subsidie bleek op te strijken. Staatssecretaris Gerrit Brokx moest als gevolg van de affaire in 1986 aftreden en er volgde later dat jaar een parlementaire enquête naar bouwsubsidies, onder leiding van Klaas de Vries.
In 1997 ging Heijboer met VUT.

## Bijlmerramp
Heijboer onderzocht de Bijlmerramp die in 1992 in de Bijlmer had plaatsgevonden. Hij volgde de parlementaire enquête naar de Bijlmerramp van 1998/1999 zeer kritisch. Van dag tot dag voorzag hij de verhoren van kritisch commentaar.
Heijboer was ervan overtuigd dat de Parlementaire Enquêtecommissie niet de waarheid over de ramp had gevonden; volgens hem was de Boeing 747 van El Al een militair vliegtuig geweest.
Onder de naam "Het Klankbord" verzamelde hij feiten over de Bijlmerramp die tijdens de parlementaire enquête werden verzwegen. Hierbij had hij vooral oog voor de slachtoffers. Hij schreef er een boek over, Doemvlucht, dat in 2002 verscheen.
In 2003 eiste Heijboer een schadevergoeding van de Handhavingsdienst Luchtvaart, omdat de dienst zou hebben geknoeid met een dossier over helikoptervluchten boven de Bijlmer, dat door Heijboer met een beroep op de Wet openbaarheid van bestuur was opgevraagd. De Nederlandse Vereniging van Journalisten steunde Heijboer in zijn eis. Enkele jaren later publiceerde hij Wachten op de nachtegaal (2006) over veertig jaar Bijlmer, van droomwijk tot meest verguisde wijk van Nederland.
Heijboers onderzoek naar de ramp speelde een grote rol in Rampvlucht (dramaserie), een tv-serie verschenen in 2022. Heijboer werd hierin vertolkt door Yorick van Wageningen.

## Indonesië
In 1977 schreef Heijboer Klamboes, klewangs, klapperbomen: Indië gewonnen en verloren. In 1979 volgde een boek over de Politionele acties in Indonesië, dat in 1998 in het Maleis werd vertaald. Aan het eind van zijn leven onderzocht Heijboer de ervaringen van Nederlandse en Indonesische soldaten tijdens de schermutselingen op Nieuw-Guinea in 1962. De eer en de ellende verscheen in 2012.